# Club Atlético General Lamadrid
O Club Atlético General Lamadrid, conhecido como General Lamadrid ou simplesmente Lamadrid, é um clube de futebol argentino, fundado em 11 de maio de 1950. Sua sede está localizada em Villa Devoto, um bairro da cidade de Buenos Aires. Atualmente participa da Primera División C, a quarta divisão do futebol argentino para as equipes diretamente afiliadas à Associação do Futebol Argentino (AFA), entidade máxima do futebol na Argentina. Seu estádio de futebol é o Enrique Sexto que tem capacidade aproximada para 3.500 espectadores e foi inaugurado em 1950.
Entre seus feitos, temos o título da Primera D de 1971, os acessos à Primera C em 1983 e 1995, um acesso à Primera B em 1998 e sua maior goleada aplicada foi um 9 a 1 sobre o Defensores de Cambaceres em 1998. Lamadrid ganhou seu segundo título na temporada de 2010–11 da quarta divisão (Primera División C) do futebol argentino.

## História

### Origem do nome
O nome do clube é uma homenagem à Gregorio Aráoz de Lamadrid (1795, Tucumã – 1857, Buenos Aires), militar argentino, que participou da Guerra da Independência da Argentina.

### Fundação
O Club Atlético General Lamadrid foi fundado em 11 de maio de 1950 por um grupo de moradores do bairro de Villa Devoto. Os fundadores aproveitaram um terreno baldio delimitado pelas ruas Desaguadero, Pedro Lozano, Bermúdez e Tinogasta, para constituir um clube onde os moradores do bairro poderiam praticar atividades sociais e esportivas. Enrique e Héctor Sexto, Marcelino, Hugo e Oscar Piñero, José Caruso e Mayo Anso, entre otros, constituíram a primeira comissão diretiva do clube.

## Estádio
| Nome oficial    | Enrique Sexto                                    |
| Origem do nome  | Homenagem a Enrique Sexto, ex-dirigente do clube |
| Ruas (calles)   | Desaguadero, Pedro Lozano, Bermúdez e Tinogasta  |
| Bairro (barrio) | Villa Devoto                                     |
| Província       | Cidade Autônoma de Buenos Aires                  |
| Inauguração     | 1983                                             |
| Capacidade      | 5 000                                            |

## Cronologia no Futebol Argentino
| Tipo de afiliação  | Direta                                   |
| Ano                | 1956                                     |
| Campeonato         | Tercera División de Ascenso – IV Divisão |
| Nome da Associação | Associação do Futebol Argentino          |

| Divisão          | Campeonato                | Período                                             | Associação |
| ---------------- | ------------------------- | --------------------------------------------------- | ---------- |
| Terceira Divisão | Primera C                 | 1978 a 1982, 1984                                   | AFA        |
| Terceira Divisão | Primera B (Metropolitana) | 1998–99 a 1999–2000, 2011–12                        | AFA        |
| Quarta Divisão   | Tercera de Ascenso        | 1956 a 1961                                         | AFA        |
| Quarta Divisão   | Primera de Aficionados    | 1962 a 1973                                         | AFA        |
| Quarta Divisão   | Primera D                 | 1973 a 1974, 1983, 1985 ao Apertura de 1986         | AFA        |
| Quarta Divisão   | Primera C                 | 1995–96 a 1997–98, 2000–01 a 2010–11, desde 2012–13 | AFA        |
| Quinta Divisão   | Primera D                 | 1986–87 a 1994–95                                   | AFA        |

## Títulos
| Divisão        | Campeonato | Total | Temporada(s) |
| -------------- | ---------- | ----- | ------------ |
| Quarta Divisão | Primera D  | 1     | 1977         |
| Quarta Divisão | Primera C  | 1     | 2010–11      |